# If You Tolerate This Your Children Will Be Next
"If You Tolerate This Your Children Will Be Next" é uma canção da banda britânica de rock Manic Street Preachers, lançada em agosto de 1998 como o primeiro single do álbum This Is My Truth Tell Me Yours, lançado no mesmo ano.
A música foi escrita pelos três membros da banda e foi um dos singles de maior sucesso de toda a sua discografia. Canção anti-guerra, utilizou a Guerra Civil Espanhola como objeto de crítica. O baixista Nicky Wire afirmou, mais tarde, que "Spanish Bombs", do The Clash, foi uma influência.
A música alcançou a 1ª posição na UK charts e ganhou disco de ouro por vender mais de 400 mil cópias no Reino Unido. A faixa foi indicada ao Brit Awards em 1999 na categoria de melhor single britânico.
"If You Tolerate This Your Children Will Be Next" entrou para o Guinness World Records como o single número um de maior nome. O Radiohead, por meio do vocalista Thom Yorke, cantava trechos da canção ocasionalmente durante "Everything in Its Right Place", na turnê de 2001, que acompanhou o álbum Kid A (2000).

## Faixas
| CD 1 |                                                   |         |  |
| N.º  | Título                                            | Duração |  |
| 1.   | "If You Tolerate This Your Children Will Be Next" | 4:51    |  |
| 2.   | "Prologue to History"                             | 4:44    |  |
| 3.   | "Montana/Autumn/78"                               | 3:12    |  |

| CD 2 | |         |  |
| N.º  | Título | Duração |  |
| 1.   | "If You Tolerate This Your Children Will Be Next"                                                                  | 4:50    |  |
| 2.   | "If You Tolerate This Your Children Will Be Next (Massive Attack Remix)"                                           | 4:54    |  |
| 3.   | "If You Tolerate This Your Children Will Be Next (David Holmes Remix/The Class Reunion of the Sunset Marquis Mix)" | 10:02   |  |

| Cassette |                                                        |         |  |
| N.º      | Título                                                 | Duração |  |
| 1.       | "If You Tolerate This Your Children Will Be Next"      | 4:50    |  |
| 2.       | "Kevin Carter (Live at Manchester NYNEX, 24 May 1997)" | 3:22    |  |